# FK Alat Trebinje
Fudbalski klub Alat  (FK Alat; Alat; Alat Trebinje, srpski Фудбалски клуб Алат) je bio nogometni klub iz Trebinja, Republika Srpska, Bosna i Hercegovina.

## O klubu
Klub je osnovan 1982. godine, od strane RO Industrija Alata iz Trebinja. Prvi predsjednik kluba je bio Žarko Ratković, a trener Edhem Edhemović. Od 1984. do 1989. godine klub se natjecao u četiri stupnja ligaškog natjecnja od Grupne lige Hercegovine do Međuopćinske lige. 
 
Za vrijeme rata u BiH klub nije djelovao. Od sezone 1997./98. do 1999./2000. klub se natječe u Drugoj ligi Republike Srpske. 
 Klub je prestao s djelovanjem 2001. godine. 
 
Klupske boje su bile plava i bijela.

## Unutrašnje poveznice
- Trebinje
- FK Leotar Trebinje